# Campionati mondiali di tiro a volo 2017
I campionati mondiali di tiro 2017 sono stati la trentasettesima edizione dei campionati mondiali di questo sport e si disputarono a Mosca dall'1 al 10 settembre.

## Risultati

### Uomini

#### Fossa olimpica
| Evento      | Oro           | Oro       | Argento   | Argento   | Bronzo      | Bronzo    |
| Evento      | Atleta        | Risultato | Atleta    | Risultato | Atleta      | Risultato |
| Individuale | Daniele Resca | 43        | Ed Ling   | 40        | Jiří Lipták | 33        |
| A squadre   | Italia        | 362       | Rep. Ceca | 359       | Spagna      | 357       |

#### Double trap
| Evento      | Oro           | Oro       | Argento      | Argento   | Bronzo     | Bronzo    |
| Evento      | Atleta        | Risultato | Atleta       | Risultato | Atleta     | Risultato |
| Individuale | Vitaly Fokeev | 68        | Ankur Mittal | 66        | Hu Binyuan | 50        |
| A squadre   | Italia        | 418       | Cina         | 416       | Russia     | 415       |

#### Skeet
| Evento      | Oro               | Oro       | Argento       | Argento   | Bronzo             | Bronzo    |
| Evento      | Atleta            | Risultato | Atleta        | Risultato | Atleta             | Risultato |
| Individuale | Gabriele Rossetti | 54        | Vincent Haaga | 52        | Georgios Achilleos | 42        |
| A squadre   | Italia            | 364       | Russia        | 363       | Rep. Ceca          | 361       |

### Donne

#### Fossa olimpica
| Evento      | Oro           | Oro       | Argento           | Argento   | Bronzo                   | Bronzo    |
| Evento      | Atleta        | Risultato | Atleta            | Risultato | Atleta                   | Risultato |
| Individuale | Jessica Rossi | 43        | Catherine Skinner | 41        | Zuzana Rehák-Štefečeková | 32        |
| A squadre   | Stati Uniti   | 203       | Finlandia         | 203       | Italia                   | 203       |

#### Skeet
| Evento      | Oro            | Oro       | Argento          | Argento   | Bronzo            | Bronzo    |
| Evento      | Atleta         | Risultato | Atleta           | Risultato | Atleta            | Risultato |
| Individuale | Dania Jo Vizzi | 54        | Albina Shakirova | 52        | Andri Eleftheriou | 43        |
| A squadre   | Stati Uniti    | 216       | Italia           | 211       | Russia            | 209       |

### Gare miste
| Evento | Oro       | Oro       | Argento     | Argento   | Bronzo      | Bronzo    |
| Evento | Atleta    | Risultato | Atleta      | Risultato | Atleta      | Risultato |
| Trap   | Australia | 33        | Spagna      | 32        | Stati Uniti | 41        |
| Skeet  | Russia    | 30        | Stati Uniti | 27        | Italia      | 28        |

## Risultati juniores

### Uomini

#### Fossa olimpica
| Evento      | Oro             | Oro       | Argento         | Argento   | Bronzo       | Bronzo    |
| Evento      | Atleta          | Risultato | Atleta          | Risultato | Atleta       | Risultato |
| Individuale | Clement Bourgue | 43        | Matteo Marongiu | 42        | Jack Wallace | 31        |
| A squadre   | Australia       | 351       | Italia          | 345       | Stati Uniti  | 343       |

#### Double trap
| Evento      | Oro          | Oro       | Argento     | Argento   | Bronzo  | Bronzo    |
| Evento      | Atleta       | Risultato | Atleta      | Risultato | Atleta  | Risultato |
| Individuale | James Dedman | 67        | Ahvar Rizvi | 66        | Qi Ying | 46        |
| A squadre   | India        | 401       | Italia      | 389       | Cina    | 387       |

#### Skeet
| Evento      | Oro                     | Oro       | Argento         | Argento   | Bronzo           | Bronzo    |
| Evento      | Atleta                  | Risultato | Atleta          | Risultato | Atleta           | Risultato |
| Individuale | Emil Kjelgaard Petersen | 54        | Elia Sdruccioli | 53        | Nicolas Vasiliou | 41        |
| A squadre   | Italia                  | 353       | Turchia         | 348       | Stati Uniti      | 345       |

### Donne

#### Fossa olimpica
| Evento      | Oro                    | Oro       | Argento         | Argento   | Bronzo            | Bronzo    |
| Evento      | Atleta                 | Risultato | Atleta          | Risultato | Atleta            | Risultato |
| Individuale | Maria Lucia Palmitessa | 40        | Iuliia Saveleva | 39        | Diana Ghilarducci | 26        |
| A squadre   | Italia                 | 200       | Russia          | 191       | Stati Uniti       | 187       |

#### Skeet
| Evento      | Oro                    | Oro       | Argento             | Argento   | Bronzo            | Bronzo    |
| Evento      | Atleta                 | Risultato | Atleta              | Risultato | Atleta            | Risultato |
| Individuale | Katharina Monika Jacob | 48        | Austen Jewell Smith | 44        | Samantha Simonton | 37        |
| A squadre   | Stati Uniti            | 211       | Rep. Ceca           | 193       | Germania          | 191       |

## Medagliere
| Posiz. | Nazione     | Oro | Argento | Bronzo | Totale |
| ------ | ----------- | --- | ------- | ------ | ------ |
| 1      | Italia      | 9   | 5       | 3      | 17     |
| 2      | Stati Uniti | 5   | 2       | 5      | 12     |
| 3      | Russia      | 2   | 4       | 2      | 8      |
| 4      | Australia   | 2   | 1       | 1      | 4      |
| 5      | India       | 1   | 2       | 0      | 3      |
| 6      | Regno Unito | 1   | 1       | 0      | 2      |
| 7      | Danimarca   | 1   | 0       | 0      | 1      |
| 7      | Francia     | 1   | 0       | 0      | 1      |
| 9      | Rep. Ceca   | 0   | 2       | 2      | 4      |
| 10     | Cina        | 0   | 1       | 3      | 4      |
| 11     | Spagna      | 0   | 1       | 1      | 2      |
| 11     | Germania    | 0   | 1       | 1      | 2      |
| 13     | Finlandia   | 0   | 1       | 0      | 1      |
| 13     | Turchia     | 0   | 1       | 0      | 1      |
| 15     | Cipro       | 0   | 0       | 3      | 3      |
| 16     | Slovacchia  | 0   | 0       | 1      | 1      |